# Hôtel-Musée Premières Nations

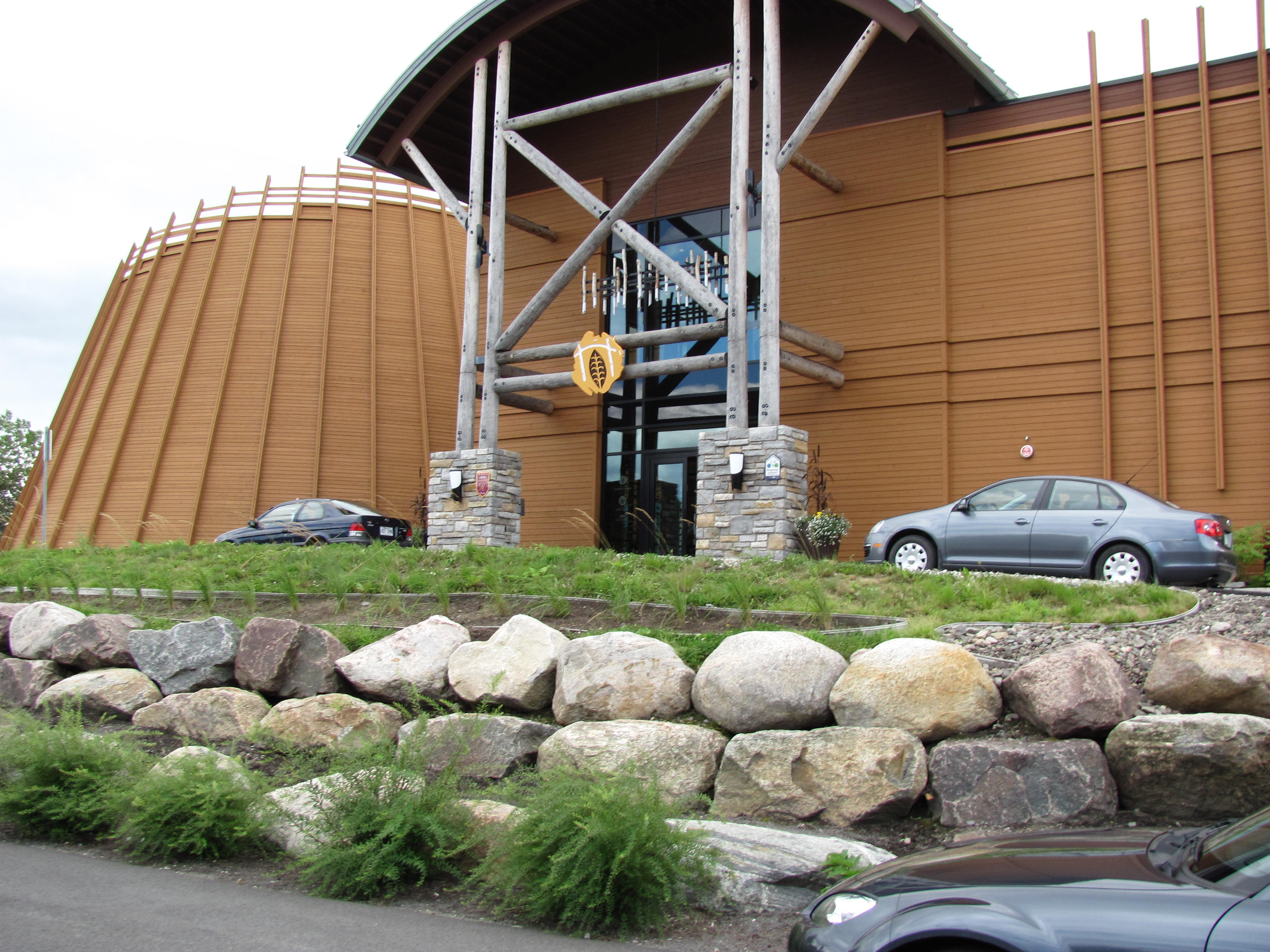
Portail d'entrée de l'Hôtel-Musée Premières Nations.

L'Hôtel-Musée Premières Nations est un établissement hôtelier de catégorie quatre étoiles situé sur la réserve amérindienne de Wendake au Québec, Canada. Inauguré le 7 mars 2008 par l'ancien chef Max Gros-Louis, l'hôtel-musée a pour but de préserver la culture Hurons-Wendat, nation hôte des célébrations du 400e anniversaire de Québec en 2008,.

## Description

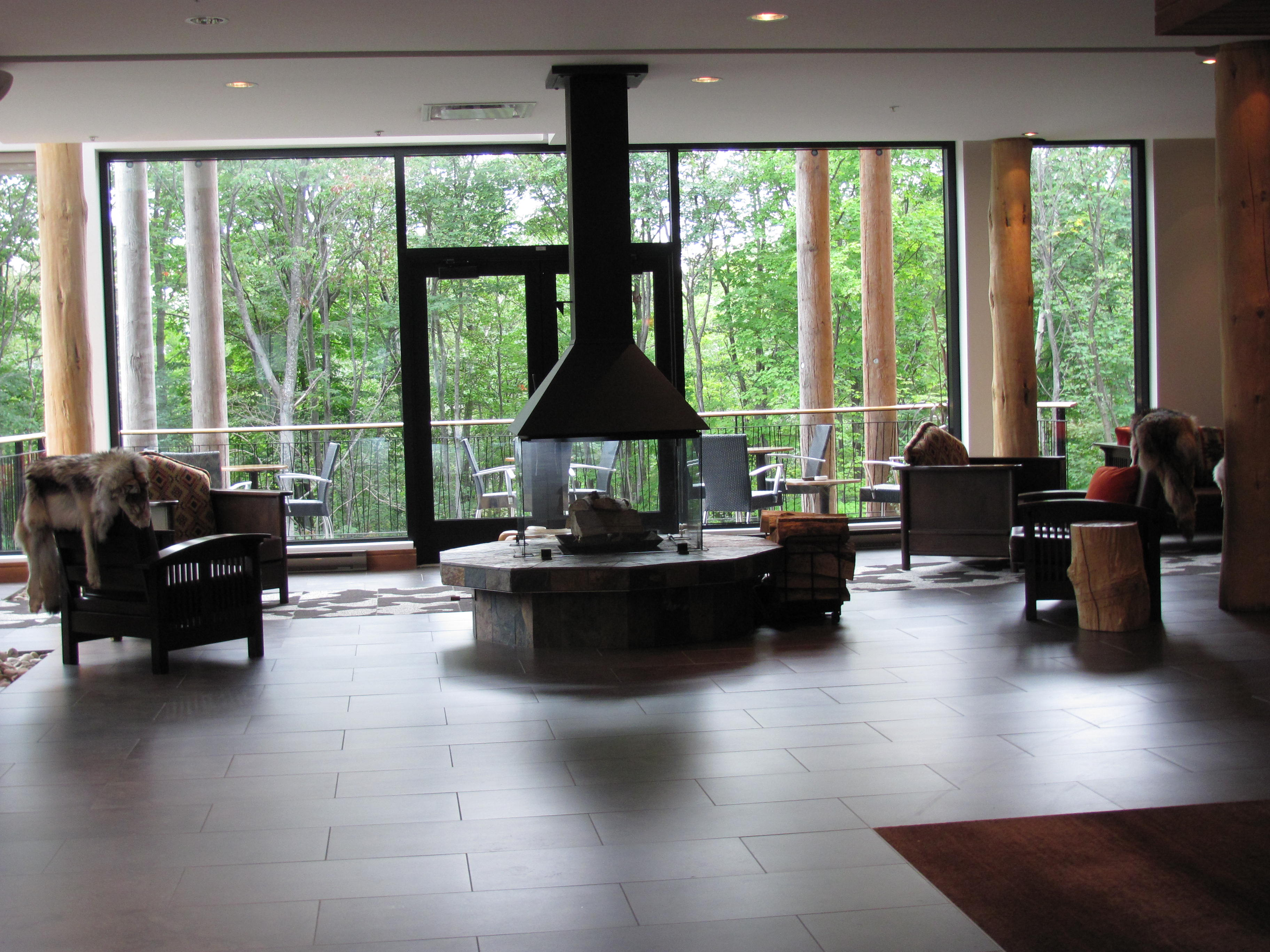
Hall d'entrée de l'hôtel-musée

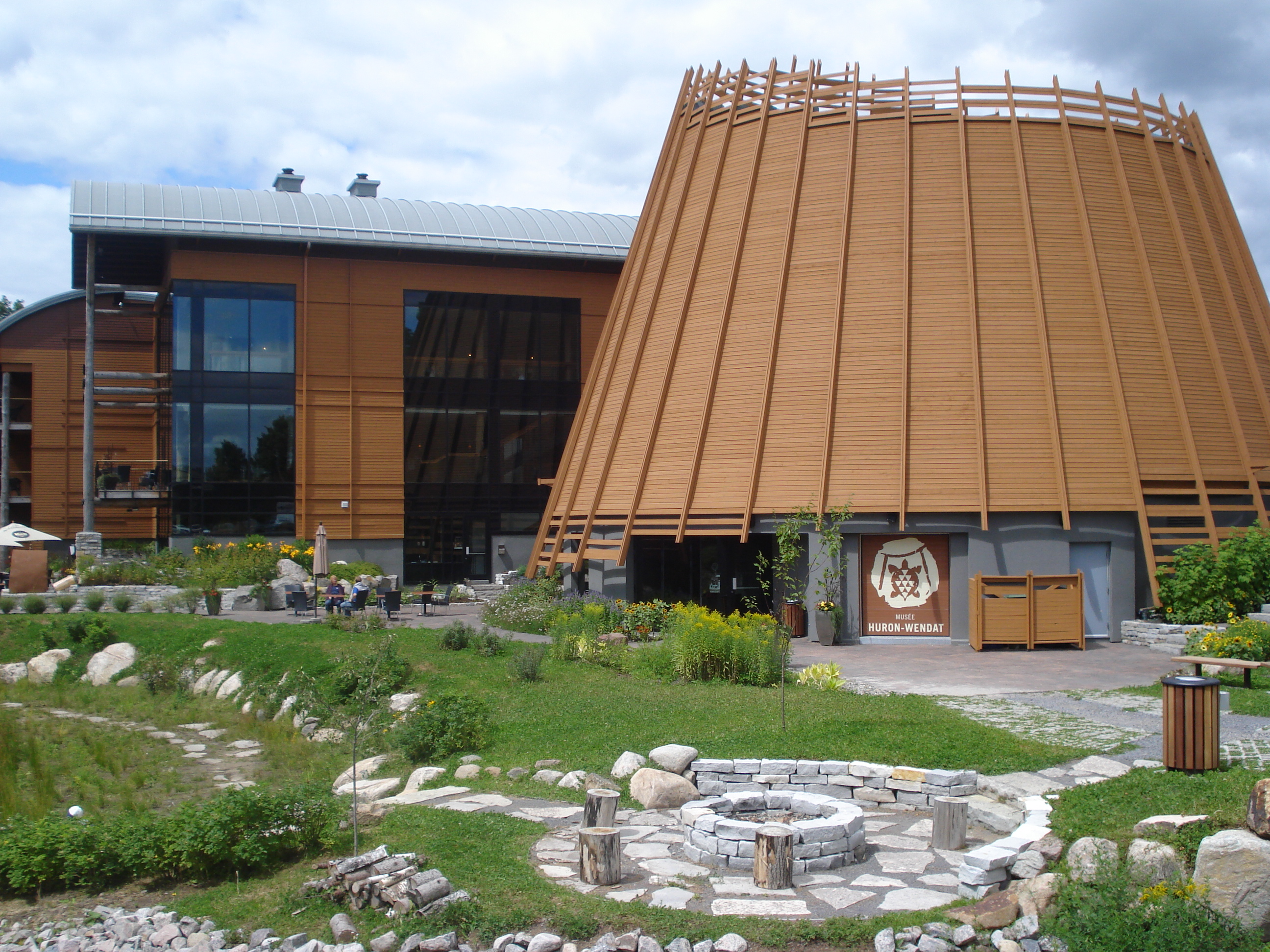
Vue extérieure du musée dont l'architecture évoque un tipi, où l’extrémité rappelle les palissades qui entouraient les villages de l'époque.

L'Hôtel-Musée Premières Nations est construit sur le terrain d'une ancienne tannerie au bord de la rivière Saint-Charles (Akiawenrahk). Les architectes de la firme Lemay-Michaud ont préservé certains éléments des constructions huronnes, tels que la forme elliptique des maisons longues huronnes, les palissades entourant les villages ainsi qu'une structure pour le musée évoquant un tipi,.
Construit au coût de 26 millions $, l'hôtel de 55 chambres emploie 60 permanents, dont la moitié sont originaires de la réserve de Wendake. Les retombées économiques pour la petite communauté d'à peine 1 500 habitants sont de l'ordre de 4 millions $ par année.

## Le musée
Inauguré en 2008, le Musée huron-wendat est accessible depuis l'hôtel et l'architecture rappelle celui d'un tipi, où l’extrémité évoque les palissades qui entouraient les villages de l'époque. Le musée est une institution nationale du peuple wendat qui assure la conservation et à la mise en valeur de son patrimoine, les événements marquants et l’évolution des modes de vie du peuple.
On y présente l'exposition permanente « Territoires, Mémoires, Savoirs », mais aussi plusieurs temporaires, des activités pédagogiques et des ateliers thématiques. Sous le musée se trouve une boutique d'objets d'art hurons exclusifs, dont plusieurs objets de collection.

## Gastronomie
Annexé à l'hôtel, le restaurant « La Traite » dont le nom évoque la traite des fourrures, offre une gastronomie haut de gamme originale et inspirée de la cuisine traditionnelle autochtone basée sur le pêche, la chasse et la cueillette. Bien que le réputé chef d'origine autochtone Martin Gagné ait donné une présentation plus actuelle, la composition des plats demeure typiquement huronne,.
Les menus sont élaborés à partir d’herbes, d’épices, de fleurs et de racines que les Hurons-Wendat utilisaient dans leur cuisine quotidienne. Le chef Gagné utilise également des viandes chassés par les Inuits au Nunavut, du lièvre sauvage trappé au collet par des chasseurs autochtones, de la perdrix et une panoplie de poissons locaux qu'il fume à froid. Le chef Gagné développe aussi des gelées de sapin et des racines comme du céleri rave, des topinambours et des panais.
La cave à vin dont les produits proviennent presque exclusivement de vignobles des Amériques, gérés par les Premières Nations.

## Distinctions
- Prix Excellence 2008 de l’Institut de développement urbain du Québec;
- Prix du public de la Corporation des restaurateurs de Québec;
- Prix Excellence de la Société des musées québécois.

## Galerie photos

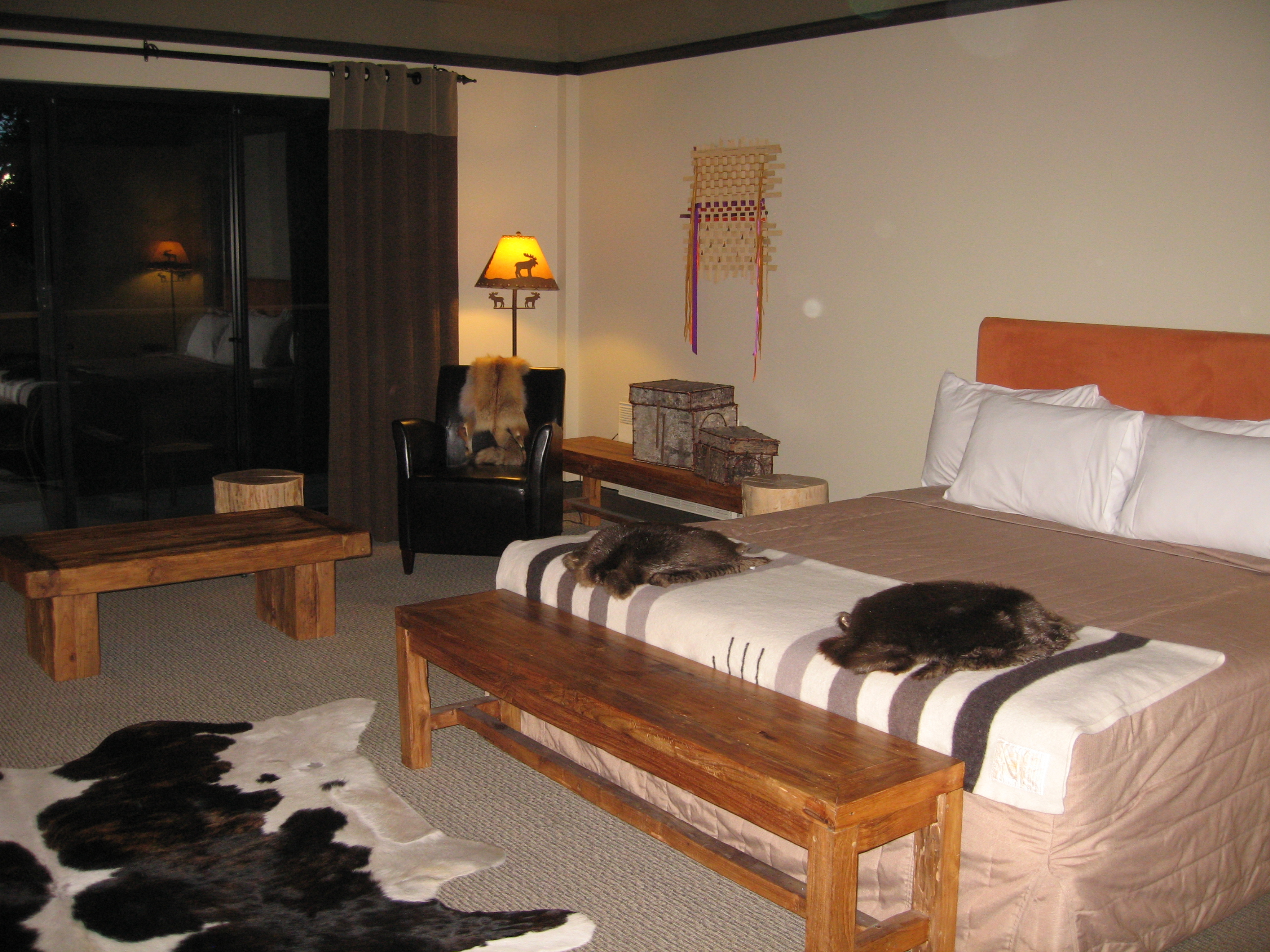
Suite typique de l'hôtel.
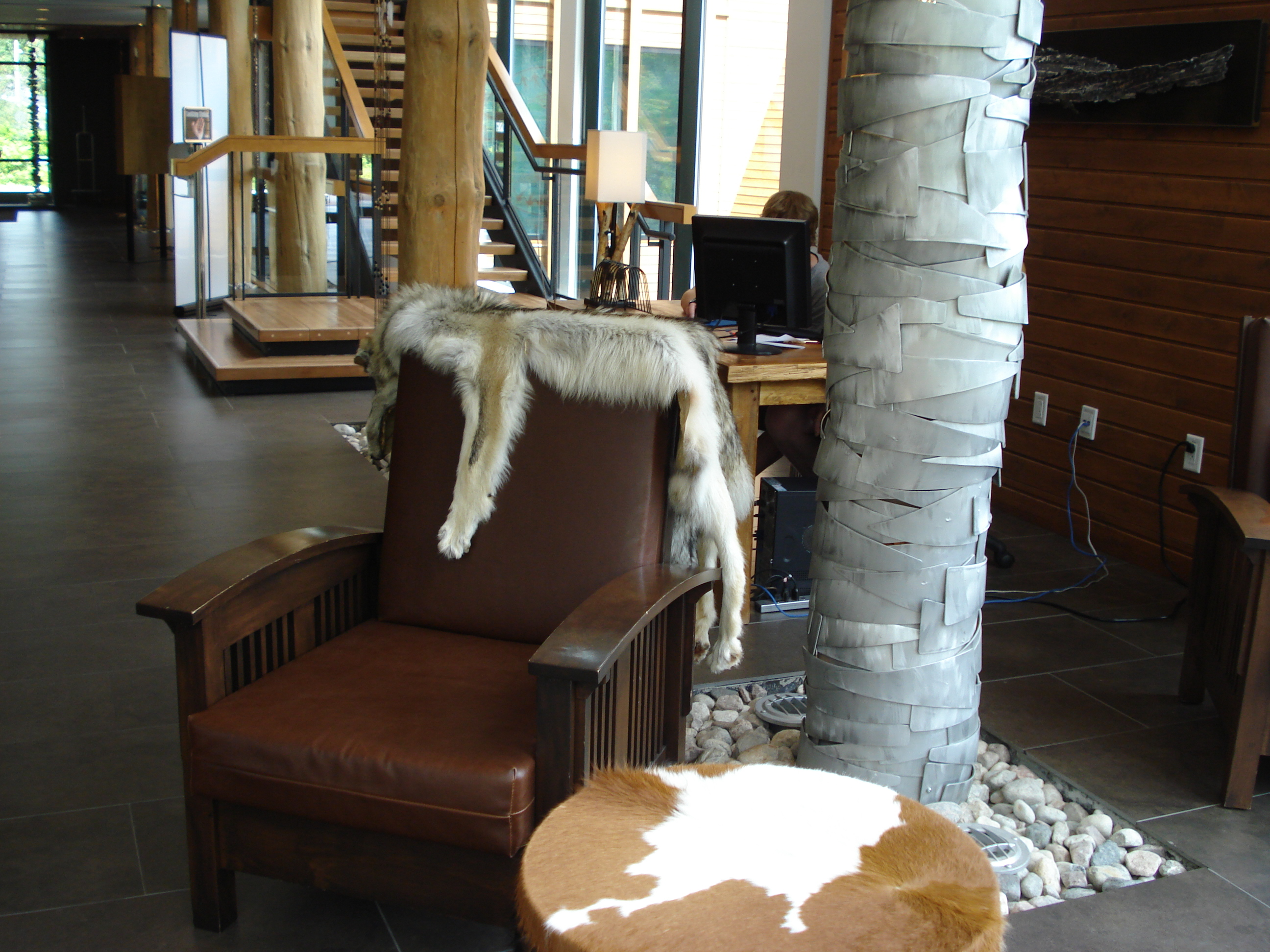
L'aire de repos dans le hall de l'hôtel.
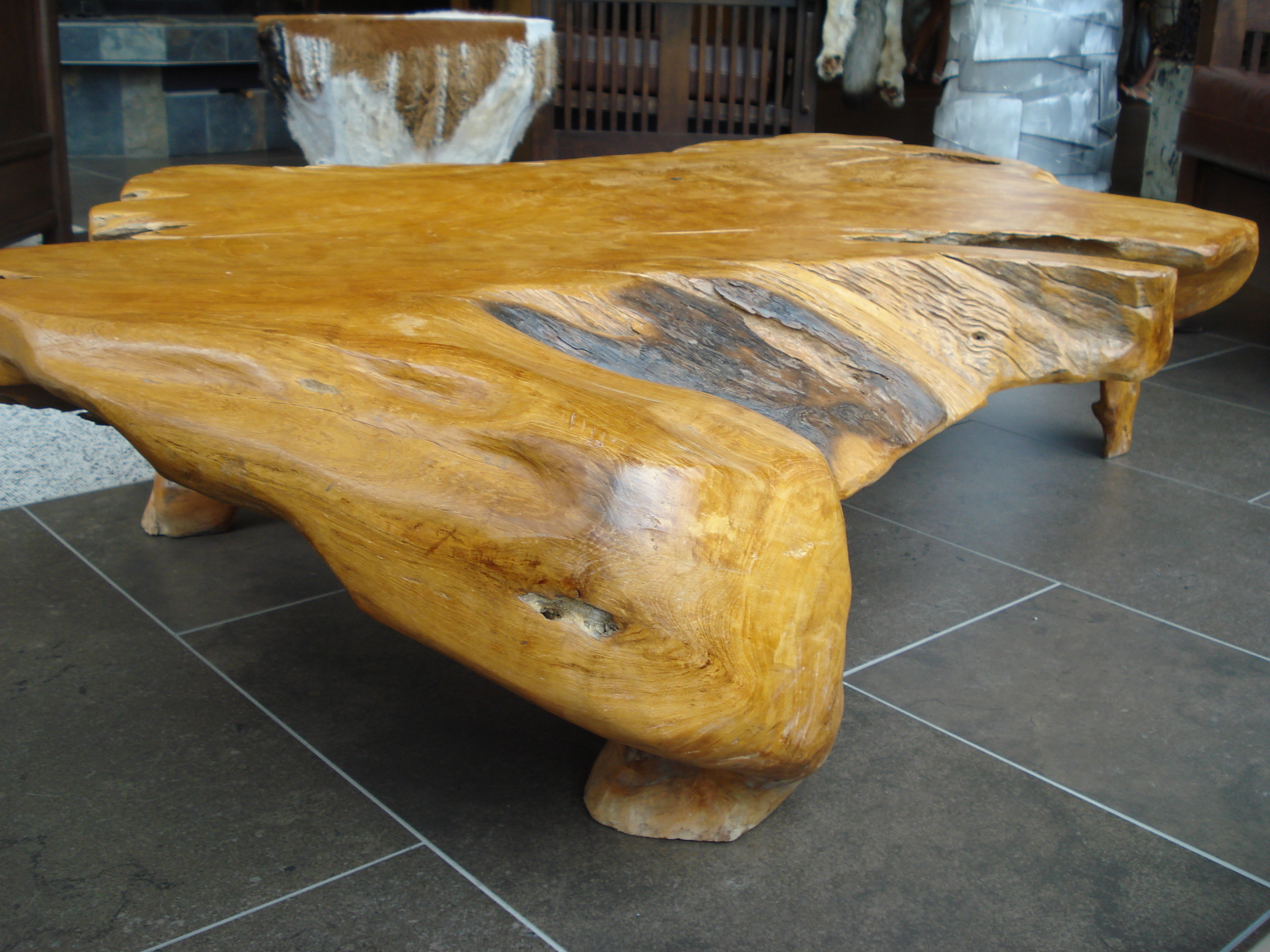
Les objets décoratifs de l'hôtel sont fabriqués par des artisans huron-wendat.
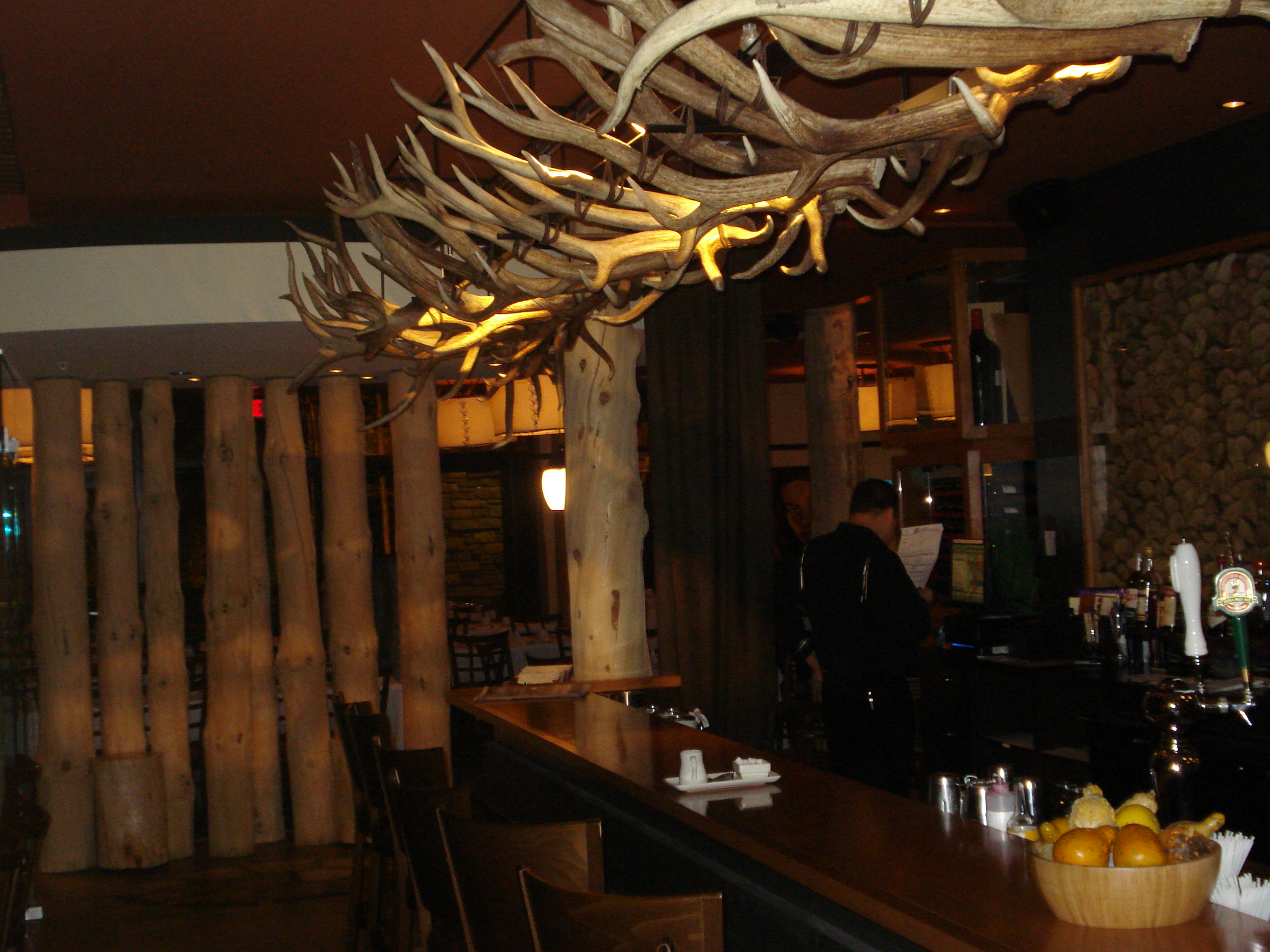
Bar de l'hôtel.